# Batalla de Rafal Garcés (1452)
|  | Aquest article tracta sobre la primera batalla. Vegeu-ne altres significats a «Batalla de Rafal Garcés (1522)». |

La Batalla de Rafal Garcés fou la topada definitiva que suposà la derrota de la Revolta Forana a Mallorca.

## Antecedents
La Revolta Forana fou la rebel·lió esdevinguda a Mallorca entre 1450 i 1453 quan la mà menor dels forans i els menestrals de la ciutat s'aixecaren contra els cavallers ciutadans i mercaders. Les causes principals són el desequilibri en les obligacions fiscals entre la capital i la Part Forana i els rumors de corrupció per part dels administradors del regne. El règim fiscal de 1315 havia quedat obsolet, ja que moltes propietats foranes havien estat adquirides per ciutadans i la despoblació provocada per l'èxode rural. Els principals dirigents foren Simó Ballester Tort per part dels forans i Pere Mascaró pels menestrals.
Una primera fase moderada de la revolta arriba fins al febrer de 1451. Després d'assetjar la capital semblava que la solució arribaria enviant una ambaixada a la cort napolitana d'Alfons el Magnànim. Però el fracàs de la via conciliadora va radicalitzar l'aixecament.

## La batalla
Els pagesos foren derrotats per un exèrcit de mercenaris italians, els saccomani, pagats pel rei Alfons el Magnànim. Fou un combat profundament desigual, ja que les tropes al servei de la corona superaven en nombre i preparació als forans, organitzats com a milícia.
Si bé no fou el final definitiu de la resistència pagesa, el cert és que a partir d'aquí el domini militar de les autoritats fou pràcticament total i s'obria una dura onada repressiva contra la Part Forana, amb terribles resultats humans i econòmics.